# Хант, Аарон
Аарон Хант (нем. Aaron Hunt; 4 сентября 1986, Гослар, ФРГ) — немецкий футболист, полузащитник клуба «Гамбург».

## Карьера

### Клубная
8 марта 2014 года, в матче против «Нюрнберга», в одном из игровых моментов после падения Аарона судья матча Мануэль Грефе назначил пенальти, с которым не согласился сам пострадавший. Хант подошёл к судье с просьбой отменить решение, так как фола на нём не было. После матча Хант сказал, что просто зацепился за газон, пытаясь избежать столкновения с защитником.
27 мая 2014 года Хант перешёл в «Вольфсбург», подписав контракт до 2017 года.
Летом 2016 года подписал соглашение с «Гамбургом», с которым после сезона 2017/18 вылетел во вторую Бундеслигу. Несмотря на то, что у него как раз после этого заканчивался срок контракта, Хант продлил договор с клубом и отправился с ним во второй дивизион. 10 июля 2018 года команда большинством голосов избрала Ханта своим капитаном.

### В сборной
Выступал за молодёжную сборную Германии, за которую провёл 13 игр, забил 3 гола.

## Достижения
«Вердер»
- Обладатель Кубка немецкой лиги: 2006
- Обладатель Суперкубка Германии: 2007
- Обладатель Кубка Германии: 2009
- Финалист Кубка УЕФА: 2009

«Вольфсбург»
- Обладатель Кубка Германии: 2014/15
- Обладатель Суперкубка Германии: 2015